# Mutalip Omarovich Alibekov
Bản mẫu:Eastern Slavic name
Mutalip Omarovich Alibekov (tiếng Nga: Муталип Омарович Алибеков; sinh ngày 18 tháng 6 năm 1997) là một cầu thủ bóng đá người Nga thi đấu cho F.K. Khimki.

## Sự nghiệp câu lạc bộ
Anh có màn ra mắt cho đội một của P.F.K. CSKA Moskva trong trận đấu tại Cúp quốc gia Nga trước FC Yenisey Krasnoyarsk vào ngày 21 tháng 9 năm 2016.